# شهرستان کینگمن (کانزاس)
شهرستان کینگمن، کانزاس (به انگلیسی: Kingman County, Kansas) یک سکونتگاه مسکونی در ایالات متحده آمریکا است که در کانزاس واقع شده‌است.